# Pratt-Read TG-32
El Pratt-Read TG-32 fue un planeador de entrenamiento militar estadounidense de los años 40 del siglo XX, diseñado y construido por la Gould Aeronautical Division del fabricante de pianos Pratt, Read & Company de Deep River (Connecticut), para la Armada de los Estados Unidos. El planeador Pratt-Read era un monoplano con fuselaje de tubos de acero recubierto de tela, y alas y cola de madera. Su forma única de "renacuajo" fue una sugerencia del aerodinamicista Charles Townsend Ludington, antiguo propietario de la Ludington Line.

## Desarrollo
El Pratt-Read PR-G1 fue diseñado inicialmente como esfuerzo especulativo para cubrir un requerimiento del programa de entrenamiento de pilotos de los Estados Unidos, que Charles Townsend Ludington y Roger Griswold II vieron como una necesidad cuando James A. Gould, presidente de la Pratt, Read & Company, les preguntó cómo podía Pratt-Read contribuir al esfuerzo de guerra que se veía inminente. El planeador biplaza lado a lado con matrícula civil NX41802 fue construido con el Ejército en mente, y no la Armada. El planeador completado fue mostrado ante representantes del Ejército y de la Armada, pero el Ejército ya tenía varios contratos con otros fabricantes de planeadores. La Armada estaba realmente interesada en el planeador biplaza de Schweizer como entrenador, pero sabía que el Ejército tenía un contrato con ellos y creyó que esto retrasaría la producción para la Armada. La Armada compró el NX41802 y le dio la designación XLNE-1, con el número de serie 31505. Fue probado y evaluado a fondo en la Naval Aircraft Factory (NAF) en Filadelfia, donde superó sus pruebas de aceptación. Se firmó un contrato de producción de 100 planeadores LNE-1 que se utilizarían para el entrenamiento de los pilotos de planeadores del Cuerpo de Marines (todos los pilotos de planeador del Cuerpo de Marines fueron calificados como Pilotos de Aviación Naval) para la Campaña del Pacífico.
El primero de esos planeadores de producción contratados, número de serie 31506, también fue designado como XLNE-1, con lo que dos planeadores de entrenamiento tuvieron la misma designación XLNE-1 y a menudo confunden a investigadores e historiadores. También tuvo que pasar la evaluación de la Armada. El NX41802, XLNE-1 de la Armada con número de serie 31505, fue devuelto a Pratt-Read, donde fue sometido a pruebas destructivas y acabó destruido. Cuando la Armada comenzó a cuestionarse la efectividad del asalto con planeadores en el Teatro del Pacífico, la orden original de 100 planeadores fue rectificada y reducida a 75. El corto programa de planeadores de la Armada fue cancelado antes de que ningún LNE-1 fuera entregado a la unidad.
Cuando se tomó la decisión de no usar planeadores en la Campaña del Pacífico, 73 de los aviones de la Armada fueron transferidos a las Fuerzas Aéreas del Ejército de los Estados Unidos a cambio de dos planeadores del Ejército CG-4A fabricados por Pratt-Read, con los que había estado experimentando la Armada. A los planeadores LNE-1 se les dio la designación TG-32 de las AAF. Las Fuerzas Aéreas no usaron los planeadores y fueron almacenados hasta el final de la guerra, cuando fueron vendidos en el mercado civil.

## Historia operacional
Tras la guerra, tres planeadores Pratt-Read fueron usados en un proyecto conjunto de cuatro agencias federales para estudiar el clima de vuelo severo. El proyecto fue bautizado Thunderstorm Project.
En los años 50, el planeador fue usado en una investigación del clima y las condiciones de vuelo a gran altitud llamada proyecto Sierra Wave.
En 1952, un TG-32 estableció un nuevo récord de altitud de 13 489 m (44 255 pies) para planeadores biplaza, un récord mantenido durante 54 años. La altitud ganada de 10 493 m (34 426 pies) en este vuelo solo ha sido superada recientemente por el Perlan Project.

## Variantes
PR-G1
Designación de la compañía, un prototipo construido con la designación naval XLNE-1.
LNE-1
Designación de la Armada de los Estados Unidos, 75 construidos, incluido un XLNE-1.
TG-32
Designación de las Fuerzas Aéreas del Ejército de los Estados Unidos para 73 planeadores transferidos por la Armada.
Dos planeadores, números 31506 y 31507, fueron retenidos por la Armada para la realización de más pruebas.

## Operadores
Estados Unidos
- Armada de los Estados Unidos
- Fuerzas Aéreas del Ejército de los Estados Unidos

## Aviones en exhibición
Existen una serie de planeadores TG-32 y LNE-1 en exhibición pública en museos de Estados Unidos.
- 31518: LNE-1 en exhibición estática en el Museum of Flight en Seattle, Washington.[7]
- 31523: TG-32 almacenado en el Museo Nacional de la Fuerza Aérea de Estados Unidos en Dayton (Ohio).[8]
- 31537: LNE-1 en exhibición en el Hoosier Air Museum en Auburn (Indiana).[9][10]
- 31540: LNE-1 almacenado en el Southern Museum of Flight en Birmingham (Alabama). Está en préstamo del National Naval Aviation Museum.[10]
- 31542: LNE-1 almacenado en el Silent Wings Museum en Lubbock, Texas.[10]
- 31558: LNE-1 almacenado en el Silent Wings Museum en Lubbock, Texas.[10]
- 31561: LNE-1 en exhibición estática en el New England Air Museum en Windsor Locks, Connecticut. Está en préstamo del National Soaring Museum.[11]

## Especificaciones
Referencia datos: quest, mof

### Características generales
- Tripulación: Dos (instructor y estudiante)
- Longitud: 8 m (26,2 ft)
- Envergadura: 16,6 m (54,5 ft)
- Altura: 1,8 m (5,9 ft)
- Superficie alar: 21 m² (226 ft²)
- Peso vacío: 265 kg (584,1 lb)
- Peso máximo al despegue: 454 kg (1000,6 lb)

### Rendimiento
- Velocidad máxima operativa (Vno): 159 km/h (99 MPH; 86 kt)

## Aeronaves relacionadas

### Secuencias de designación
- Secuencia LN_E (Planeadores de Entrenamiento de la Armada estadounidense, 1941-1945 (Pratt-Read, 1942-1945)): LNE
- Secuencia TG-_ (Planeadores de Entrenamiento del USAAC/USAAF, 1941-1948): ← TG-29 - TG-30 - TG-31 - TG-32 - TG-33